# Gerda De Bock
Gerardina (Gerda) De Bock (Antwerpen, 3 mei 1922 - Gent, 20 juni 2011) was een Belgische juriste, pedagoge en hoogleraar aan de Rijksuniversiteit Gent. Ze was de eerste vrouwelijke decaan van deze universiteit.

## Levensloop
Gerda De Bock studeerde geschiedenis, criminologie en rechten en behaalde een doctoraat in de rechten aan de Rijksuniversiteit Gent. In 1948 werd ze advocaat aan de balie te Gent. Ze combineerde dit met een onderzoekmandaat bij het Nationaal Fonds voor Wetenschappelijk Onderzoek, eerst als aspirant (1949-1951), vervolgens als aangesteld navorser (1951-1953). In 1953 werd ze directrice van het Stedelijk Hoger Instituut voor Sociale Studiën in Gent. In 1954 werd ze buitengewoon docent aan de School voor Criminologie van de Rijksuniversiteit Gent. Ze volgde Nico Gunzburg op als titularis van de cursus Wetgeving op de kinderbescherming. Vanaf 1965 was De Bock verbonden aan de faculteit Letteren en Wijsbegeerte. In 1968 werd ze benoemd tot buitengewoon hoogleraar. In 1971 werd ze decaan van de faculteit van Psychologie en Pedagogische Wetenschappen, de eerste vrouwelijke decaan van de Rijksuniversiteit Gent. Datzelfde jaar trad ze terug als directrice van de Sociale Hogeschool. In 1970 richtte ze het Seminarie voor Sociale en Gerechtelijke Jeugdbescherming op, dat in 1974 tot het Seminarie en Laboratorium voor Jeugdwelzijn en Volwassenenvorming werd omgevormd. Ze was directeur-diensthoofd tot 1985. De Bock was de grondlegger van het academisch sociaal werk in Vlaanderen en de sociale agogiek, dat ze inrichtte als een studierichting. Ze ging op emeritaat in 1984.
Ze was lid van de Nederlandstalige afdeling van de Hoge Raad voor de Volksopleiding en lid en ondervoorzitter van de Nationale Raad voor Jeugdbescherming.

## Eerbetoon
- Commandeur in de Kroonorde (1975)
- Burgerlijke medaille 1e klasse (1976)
- Grootofficier in de Orde van Leopold II (1985)

- Gemeinsame Normdatei: 173160719
- International Standard Name Identifier: 0000 0000 2228 6565
- Library of Congress Control Number: n82121803
- Nederlandse Thesaurus van Auteursnamen: 068850670
- Virtual International Authority File: 11197196
- WorldCat: E39PBJhX3yq6WWfJfVhv979bh3